# Joan Castelló Rovira
Joan Castelló Rovira (Lérida 20 de noviembre de 1939 - Mataró, Barcelona 28 de noviembre del 2002). Comunicador español, considerado por muchos como uno de los mejores periodistas y locutores de radio de 1968 hasta 1983 (año en que dejó el micrófono) como así lo atestiguan los grandes reconocimientos que ha recibido de los profesionales del sector después de su muerte y numerosos premios recibidos como los Ondas. 
Es reconocido por la gran labor que hizo por el intento de potenciar el catalán en la radio y tratar temas de actualidad política, social y cultural en años donde la libertad de expresión aún no era un hecho. 
Durante su trayectoria profesional destaca por las contribuciones que hizo en el ámbito periodístico (más de 10 000 programas radiofónicos y 200 televisivos). Licenciado en Ciencias de la Información por la Universidad Autónoma de Barcelona. Su trayectoria profesional ante el micrófono y las cámaras va desde el 1966 hasta 1985 (año en que deja Radio Barcelona de la Cadena Ser).  
En su dilatada labor periodística ha ocupado diferentes cargos y funciones en la radio y la televisión: Director y Presentador del programa De Bat a Bat en TVE en el circuito catalán  con un joven Manuel Campo Vidal de colaborador.  Creador, director y presentador de Noche de ronda, Directo, Hora trece, Radio Week-end con Jordi González de colaborador , Las cenas de la radio y Hora 25 donde colaboraba Joaquim Maria Puyal en los deportes (este último fue líder de audiencias en Cataluña y en 1972 pasó a dirigirse y a presentar desde Madrid debido al éxito del formato del programa). 
Redactor de una página diaria de actualidad cultural en el El Noticiero Universal entre el 1966 hasta 1977.
Escritor del libro La Radio Amordazada (Sedmay Ediciones) ganador del Premio Honorífico en las segundas Jornadas Nacionales de la Radio que se celebró en Barcelona el año 1976. 
Ha sido galardonado con cuatro Premios Ondas en 1970 por el programa "Noche de Ronda" en 1974 por el programa "Directo", en 1980 por el programa "Impactos" y en 1982 por el programa "La Radio al Sol". Premio Virgen de la Mercè por el programa Hora Trece en 1971, Premio Ciudad de Barcelona en 1972 y Medalla de Turismo de la Generalidad de Cataluña en 1984.

## Radio
Joan Castelló Rovira nos deja en su legado una gran cantidad de programas radiofónicos. Más de 10 000 horas de programas en Radio Barcelona - Cadena SER
Noche de Ronda programa emitido de 1 a 5 de la mañana. Fue líder de audiencias en esa franja horaria y merecedor del Primer Premio Ondas en 1970.
Hora trece, programa de actualidad con entrevistas a líderes políticos y culturales. Merecedor de premio Virgen de la Mercè en 1971
Directo  Castelló Rovira fue creador, director y locutor de este programa. Empieza en 1972 con la intención de introducir información actual y de relevancia a la radio privada en una época dónde regía una dictadura franquista y en consecuencia una gran censura en los medios de comunicación. En su programa pasaron profesionales como Amando de Miguel (escritor y filósofo), Joan Corbella (psiquiatra i escritor), Nolasca Carin o Josep Mª Guerrero (ginecólogo) y políticos exiliados o jóvenes promesas como Jordi Pujol, Josep Tarradellas, Jordi Soletura, Ramón Trías Fargas, Jaume Sorgues, Joan Raventós.... Por este programa recibe en 1974 su segundo Premio Ondas.
Hora 25 Castelló Rovira fue creador, director y locutor de este programa en 1971 hasta 1972 (año en que pasa a ser dirigida y locutada desde Madrid, presentado por Manuel Ferrand). El programa sigue la misma estructura e intencionalidad que el programa Directo, con la colaboración de un joven Joaquim Maria Puyal presentando la sección de deportiva. 
Impactos programa de 30 minutos de durada, intelectuales como Buero Vallejo, Antonio Gala, José Luis de Vilallonga, Corominas o Pilar Franco eran los protagonistas del programa.  En 1980 recibe su tercer Premio Ondas.
Radio Week-end. Programa de fin de semana lleno de actualidad. Cuenta con la colaboración de los locutores Jordi González y Pepe Navarro. 
Las cenas de la radio. Programa dónde citaba a intelectuales del momento y cenando en el Restaurante "La Dorada" de Barcelona se creaba una atmósfera muy cómoda y cálida para alargar las conversaciones y casi hacer olvidar que era un programa que se emitía en directo. 
La radio al sol. Un programa creado en verano para escuchar música. Empieza a utilizar la radio fórmula. En 1982 recibe su cuarto Premio Ondas.

## Televisión
Joan Castelló Rovira dirige y presenta De Bat a Bat en Televisión Española para el canal catalán junto a un joven Manuel Campo Vidal.   El programa pretende ser una mesa redonda de discusión de temas de actualidad y de relevancia. Intelectuales y políticos eran invitados a diario en el programa como lo fueron Jordi Pujol, Manuel Fraga o Felipe González. Todas las entrevistas eran en catalán con traducción simultánea para aquellos que no lo entendieran.

## Libros
La Radio Amordazada. Es un libro de concienciación y reflexión para afrontar una nueva etapa democrática dónde el profesional de la radio no se debe sentir ni funcionario ni informador de segunda. Se centra en las nuevas opciones que tiene el informador con la democracia a la vista después de la persecución y el menosprecio que tuvo la Radio y la poca libertad de expresión en la era Franquista. 
El libro nace de la necesidad, debido al cambio de política profesional, de que cualquier profesional de la comunicación debía sacarse el título. Por este motivo Castelló Rovira pacta con los Rectores de la Universidad hacer distintos estudios y tesinas para poderse titular. El resultado de estas tesinas es este libro, que después de presentarlo en las II Jornadas Nacionales de la Radio que se celebró en Barcelona el año 1976 le hizo obtener el Premio Nacional Honorífico de la Comunicación.